# ドントレル・ウィリス
ドントレル・ウェイン・ウィリス（Dontrelle Wayne Willis, 1982年1月12日 - ）は、アメリカ合衆国カリフォルニア州オークランド出身の元プロ野球選手（投手）。
愛称はDトレイン（D-Train）。右足を極端に高く蹴り上げ、上体を大きくひねって投球する独特のハイキック投法で知られた。

## 経歴

### プロ入り前
1981年1月12日にカリフォルニア州オークランドで生まれ、母子家庭で育った。母は溶接工で休日はソフトボールの捕手を務め、地元球団オークランド・アスレチックスのエースヴァイダ・ブルーのファンで、ウィリスにブルーのハイキック投法を投げるように教えた。そしてウィリスはブルーそっくりな投手になった。2000年にドラフト8巡目（全体223位）指名でシカゴ・カブスに入団した。

### マーリンズ時代

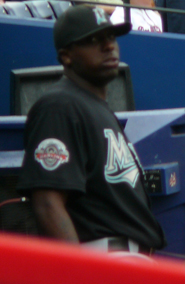
フロリダ・マーリンズ時代
（2007年6月5日）

2002年3月27日にフロリダ・マーリンズへトレードで移籍。
2003年、マイナーリーグAA級カロライナで6試合に先発して4勝0敗・防御率1.49の好成績を挙げると、5月9日にジョシュ・ベケットが故障者リスト入りし、AAA級を飛び越してにメジャーに昇格し、同日の対コロラド・ロッキーズ戦でにデビュー。デビュー戦から3回目の登板まで1勝1敗、防御率7.07だったが、その後7月13日までの10回の登板で8連勝をマークし、防御率は1.05。6月にはナリーグ新人選手としては野茂英雄（1995年6月）以来となるピッチャー・オブ・ザ・マンスを受賞した。7月12日に行われたMLBオールスターゲームにも選出され、ナリーグの投手として1985年のドワイト・グッデン以来の若さでの選出となった。ウィリスの登場は、ブラッド・ペニーやカール・パバーノら伸び悩んでいた他の投手にも刺激をもたらし、その結果マーリンズはワールドシリーズを制覇。シーズン終了後、ウィリスは球団史上初の新人王を受賞した。
2004年は開幕から3試合連続で自責点0で3連勝。4月25日のブレーブス戦の初回で自責点を記録し、昨年の9月23日からの連続無自責点が27.1回で途切れた。しかし、その後は低迷し、負け越した上に防御率を0.7近く悪化させるなど2年目のジンクスにはまったが、カール・パバーノに次ぐチーム2番目の勝数（10）、奪三振（139）を記録した。
2005年は開幕から2戦連続で完封勝利。その後は連勝を伸ばして7戦7勝を記録し、球団史上リバン・ヘルナンデスの開幕から9戦9勝に次ぐ好調なスタートを切った。最終的に22勝で最多勝のタイトルを獲得し、球団史上初の20勝投手となった。サイ・ヤング賞投票ではクリス・カーペンターに次ぐ票を集めた。
2006年は、3月に開催されたワールド・ベースボール・クラシック（WBC）にアメリカ合衆国代表として出場し、ロジャー・クレメンスやジェイク・ピービーと先発ローテーションを形成。前年の2005年に行われたWBC開催発表記者会見に出席するなど意欲的だったが、調整不足からコントロールを乱し、カナダ戦、韓国戦と2試合に登板して2敗・防御率12.71と散々な成績だった。その後のMLBレギュラーシーズンでも安定せず、12勝12敗・防御率3.87と前年から成績を落とした。
2007年は成績がさらに悪化した。選手層が薄いマーリンズにおいてローテーション落ちこそなかったが、敗戦数・防御率・失点・自責点・WHIPで自己最悪の数字を記録、特に失点・自責点はリーグワーストだった。2003年からの5年間マーリンズ在籍中に勝数（68）、奪三振（757）、先発登板数（162）を記録し、球団記録を更新した。

### タイガース時代

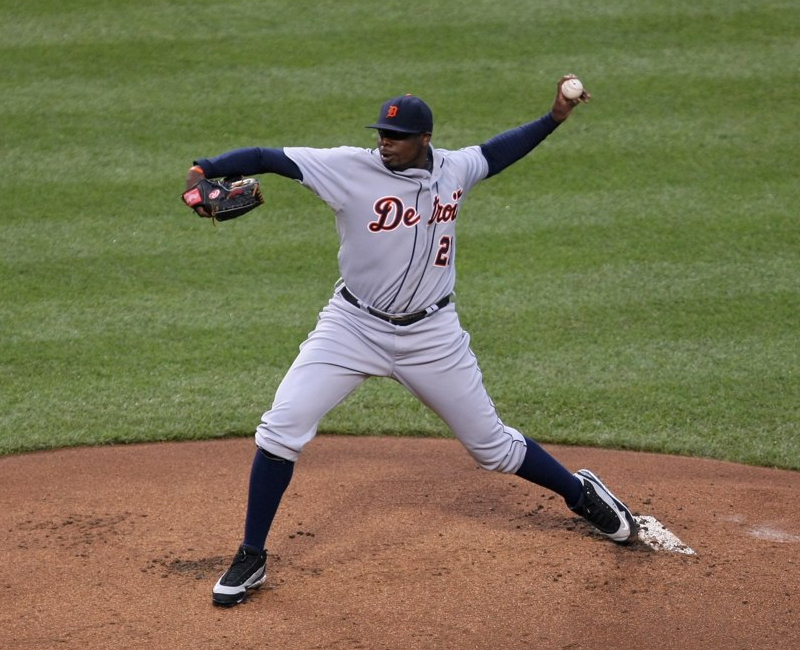
デトロイト・タイガース時代
（2009年5月29日）

シーズン終了後の12月4日に、年俸総額の削減を進めていたマーリンズは、主砲のミゲル・カブレラとともにウィリスをデトロイト・タイガースにトレードし、その後2010年まで3年総額2,900万ドルで契約を結んだ。
2008年は前年の不調を引きずったのか、ストライクがほとんど入らないまでに制球が悪化し、故障もあったためシーズンの大半をマイナーで過ごすなどチームの期待を大きく裏切った。
2009年は開幕から不安障害で故障者リスト入りし、7先発後に同じ病気で離脱しシーズンを終えた。

### タイガース退団後

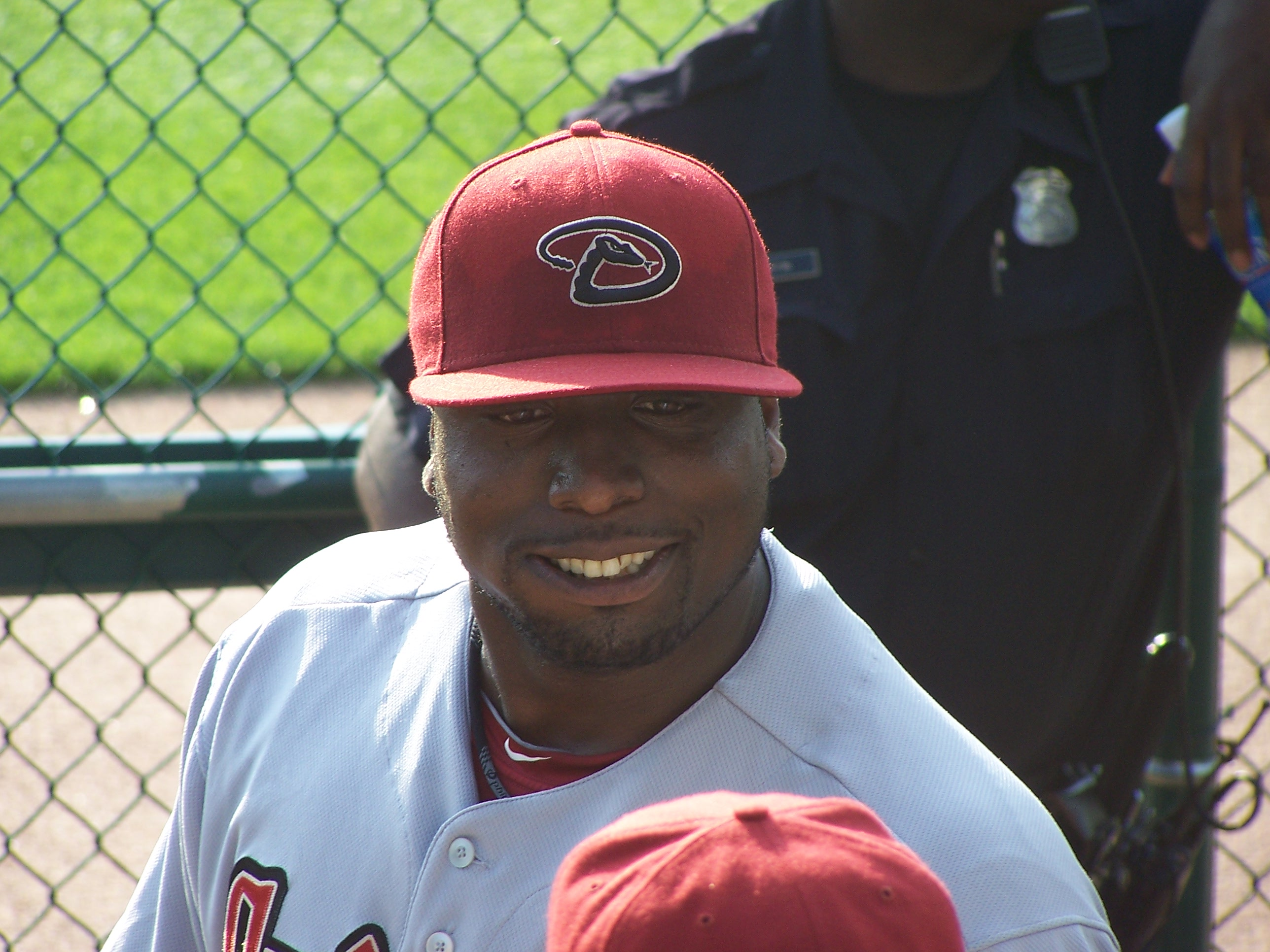
アリゾナ・ダイヤモンドバックス時代
（2010年6月18日）

2010年6月1日にトレードでアリゾナ・ダイヤモンドバックスへ移籍。7月6日に放出された。7月14日にサンフランシスコ・ジャイアンツと契約。11月6日にFAとなった。11月23日にシンシナティ・レッズとマイナー契約を結んだ。
2011年10月30日にFAとなった。12月15日にフィラデルフィア・フィリーズとノン・ギャランティーで単年契約を結んだ。
2012年、契約が確定する前日の3月15日に違約金を支払われて契約を解消された。3月20日にボルチモア・オリオールズとマイナー契約を結んだ。同年7月2日に現役引退を表明し、10月16日に契約を解除された。
2013年1月3日に引退を撤回し、シカゴ・カブスとマイナー契約を結んだが、3月30日に放出された。4月5日に独立リーグ・アトランティックリーグのロングアイランド・ダックスと契約。8月4日にロサンゼルス・エンゼルス・オブ・アナハイムとマイナー契約を結んだ。11月5日にFAとなった。
2014年1月10日にジャイアンツと再びマイナー契約を結んだ。4月に解雇され、7月5日にアトランティックリーグのブリッジポート・ブルーフィッシュと契約。
2015年1月21日にミルウォーキー・ブルワーズとマイナー契約を結んだが、スプリングトレーニングでも登板することなく3月13日に二度目の現役引退を表明した。

### 引退後
FOXスポーツのキャスターに就任した。

## プレースタイル・人物
投球時に右足を極端に高く蹴り上げ、体を大きくひねってサイドスロー気味にリリースする独特のハイキック投法から投げる。バランス向上のため、年々右足の上げ幅を小さくしている他、カウントと打者の左右に合わせてスリークォーターからサイドスローまで腕の角度を変えることによって、打者にリリースポイントを判断させづらくしている。
手元で小さくスライドするツーシーム、大きなスラーブ、右打者から鋭く遠ざかるチェンジアップを主な武器とし、コントロール（ストライクを取る能力）にやや課題を残すものの、コマンド（狙ったスポットに投げる能力）に優れていた。しかし2006年からは制球に苦しむようになり、2008年はストライクがほとんど入らないまでに制球が悪化し、シーズンの大半をマイナーで過ごした。

## 詳細情報

### 年度別投手成績
| 年 度    | 球 団    | 登 板 | 先 発 | 完 投 | 完 封 | 無 四 球 | 勝 利 | 敗 戦 | セ 丨 ブ | ホ 丨 ル ド | 勝 率 | 打 者 | 投 球 回 | 被 安 打 | 被 本 塁 打 | 与 四 球 | 敬 遠 | 与 死 球 | 奪 三 振 | 暴 投 | ボ 丨 ク | 失 点 | 自 責 点 | 防 御 率 | W H I P |
| -------- | -------- | ----- | ----- | ----- | ----- | -------- | ----- | ----- | -------- | ----------- | ----- | ----- | -------- | -------- | ----------- | -------- | ----- | -------- | -------- | ----- | -------- | ----- | -------- | -------- | ------- |
| 2003     | FLA      | 27    | 27    | 2     | 2     | 0        | 14    | 6     | 0        | 0           | .700  | 668   | 160.2    | 148      | 13          | 58       | 0     | 3        | 142      | 7     | 1        | 61    | 59       | 3.30     | 1.28    |
| 2004     | FLA      | 32    | 32    | 2     | 0     | 1        | 10    | 11    | 0        | 0           | .476  | 848   | 197.0    | 210      | 20          | 61       | 8     | 8        | 139      | 2     | 0        | 99    | 88       | 4.02     | 1.38    |
| 2005     | FLA      | 34    | 34    | 7     | 5     | 0        | 22    | 10    | 0        | 0           | .688  | 960   | 236.1    | 213      | 11          | 55       | 3     | 8        | 170      | 2     | 1        | 79    | 69       | 2.63     | 1.13    |
| 2006     | FLA      | 34    | 34    | 4     | 1     | 0        | 12    | 12    | 0        | 0           | .500  | 975   | 223.1    | 234      | 21          | 83       | 6     | 19       | 160      | 6     | 1        | 106   | 96       | 3.87     | 1.42    |
| 2007     | FLA      | 35    | 35    | 0     | 0     | 0        | 10    | 15    | 0        | 0           | .400  | 942   | 205.1    | 241      | 29          | 87       | 4     | 14       | 146      | 9     | 1        | 131   | 118      | 5.17     | 1.60    |
| 2008     | DET      | 8     | 7     | 0     | 0     | 0        | 0     | 2     | 0        | 0           | .000  | 122   | 24.0     | 18       | 4           | 35       | 1     | 1        | 18       | 5     | 1        | 25    | 25       | 9.38     | 2.21    |
| 2009     | DET      | 7     | 7     | 0     | 0     | 0        | 1     | 4     | 0        | 0           | .200  | 160   | 33.2     | 37       | 4           | 28       | 0     | 1        | 17       | 1     | 0        | 28    | 28       | 7.49     | 1.93    |
| 2010     | DET      | 9     | 8     | 0     | 0     | 0        | 1     | 2     | 0        | 0           | .333  | 202   | 43.1     | 48       | 3           | 29       | 0     | 2        | 33       | 4     | 0        | 24    | 24       | 4.98     | 1.78    |
| 2010     | ARI      | 6     | 5     | 0     | 0     | 0        | 1     | 1     | 0        | 0           | .500  | 114   | 22.1     | 24       | 3           | 27       | 0     | 3        | 14       | 4     | 2        | 17    | 17       | 6.85     | 2.28    |
| '10計    | ARI      | 15    | 13    | 0     | 0     | 0        | 2     | 3     | 0        | 0           | .400  | 316   | 65.2     | 72       | 6           | 56       | 0     | 5        | 47       | 8     | 2        | 41    | 41       | 5.62     | 1.95    |
| 2011     | CIN      | 13    | 13    | 0     | 0     | 0        | 1     | 6     | 0        | 0           | .143  | 334   | 75.2     | 78       | 6           | 37       | 2     | 2        | 57       | 8     | 0        | 42    | 42       | 5.00     | 1.52    |
| MLB：9年 | MLB：9年 | 205   | 202   | 15    | 8     | 1        | 72    | 69    | 0        | 0           | .511  | 5325  | 1221.2   | 1251     | 114         | 500      | 24    | 61       | 896      | 48    | 7        | 612   | 566      | 4.17     | 1.43    |

- 各年度の太字はリーグ最高

### 年度別守備成績
| 年 度 | 球 団 | 投手（P） | 投手（P） | 投手（P） | 投手（P） | 投手（P） | 投手（P） |
| 年 度 | 球 団 | 試 合     | 刺 殺     | 補 殺     | 失 策     | 併 殺     | 守 備 率  |
| ----- | ----- | --------- | --------- | --------- | --------- | --------- | --------- |
| 2003  | FLA   | 27        | 2         | 17        | 4         | 2         | .826      |
| 2004  | FLA   | 32        | 15        | 34        | 2         | 3         | .961      |
| 2005  | FLA   | 34        | 9         | 37        | 3         | 3         | .939      |
| 2006  | FLA   | 34        | 11        | 43        | 5         | 4         | .915      |
| 2007  | FLA   | 35        | 7         | 36        | 5         | 3         | .896      |
| 2008  | DET   | 8         | 0         | 2         | 0         | 0         | 1.000     |
| 2009  | DET   | 7         | 2         | 9         | 0         | 1         | 1.000     |
| 2010  | DET   | 9         | 1         | 3         | 0         | 0         | 1.000     |
| 2010  | ARI   | 6         | 2         | 4         | 0         | 1         | 1.000     |
| '10計 | ARI   | 15        | 3         | 7         | 0         | 1         | 1.000     |
| 2011  | CIN   | 13        | 3         | 15        | 0         | 1         | 1.000     |
| MLB   | MLB   | 205       | 52        | 200       | 19        | 18        | .930      |

- 各年度の太字はリーグ最高

### タイトル
- 最多勝利：1回 (2005年)

### 表彰
- 新人王：1回 (2003年)
- オールスターゲーム選出：2回 (2003年、2005年)
- ウォーレン・スパーン賞：1回 (2005年)
- ピッチャー・オブ・ザ・マンス：2回 (2003年6月、2005年4月)
- ルーキー・オブ・ザ・マンス：1回 (2003年6月)

### 背番号
- 35 (2003年 - 2007年、2010年途中 - 同年)
- 21 (2008年 - 2010年途中)
- 50 (2011年)